# Dorchester (Dorset)
Dorchester is een stad en civil parish in het bestuurlijke gebied West Dorset, in het Engelse graafschap Dorset. De plaats telt 19.060 inwoners.
Dorchester is de hoofdplaats van het Engelse graafschap Dorset.
De stad ligt aan de rivier de Frome en is van oudsher een marktplaats voor de omringende voornamelijk agrarische omgeving. De plaatselijke industrie omvat onder andere bedrijven voor lederverwerking en landbouwwerktuigen.
Dorchester heeft een lange geschiedenis. De stad werd gesticht door de Romeinen rond het jaar 70 onder de naam Durnovaria. Overblijfselen uit de Romeinse tijd zijn er nog te vinden in de vorm van restanten van de stadsmuren en de funderingen van een Romeins huis. Voorwerpen afkomstig uit opgravingen zijn te zien in het Dorset County Museum.
In de omgeving bevinden zich resten uit de prehistorie, waaronder Maiden Castle uit de 4e eeuw v.Chr., die ligt op de plek van een neolithische nederzetting uit circa 3000 v.Chr.
Dorchester speelt onder de naam Casterbridge een rol in veel romans van Thomas Hardy, met name in The Mayor of Casterbridge. Hardy’s huis in Dorchester is open voor bezoekers en er bevindt zich een standbeeld van de schrijver.

## Geboren
- Frederick Treves (15 februari 1853), arts
- Tom Roberts (9 maart 1856), schrijver
- Llewelyn Powys (13 augustus 1884), schrijver